# Пећине испоснице на обалама Пећке Бистрице
Пећине испоснице на обалама Пећке Бистрице се налазе у Руговској клисури, на територији општине Пећ, на Косову и Метохији. Представљају непокретно културно добро као споменик културе.
Пећине у којима од неких нађени трагови праисторијске културе, у 13. и 14. веку, служиле су у већини као испоснице, о чему подједнако сведоче српска средњовековна књижевност као и остаци архитектонских интервенција. Многи познати духовници - попут патријарха Јефрема или епископа Марка Пећког - боравили су управо у овим испосницама.
На десној обали се налазе две: Маркова и Карамаказ пећина, док је на левој обали груписан већи број, од којих су четири међусобно повезане системом уклесаних степеница, рампи и стаза. Малтер у некима од испосница говори да су биле осликане.

## Основ за упис у регистар
Решење Покрајинског завода за заштиту споменика културе у Приштини, бр.988 од 31.12.1966.г. Закон о заштити споменика културе (Сл. гласник СРС бр. 3/66).